# 尼諾茨明達

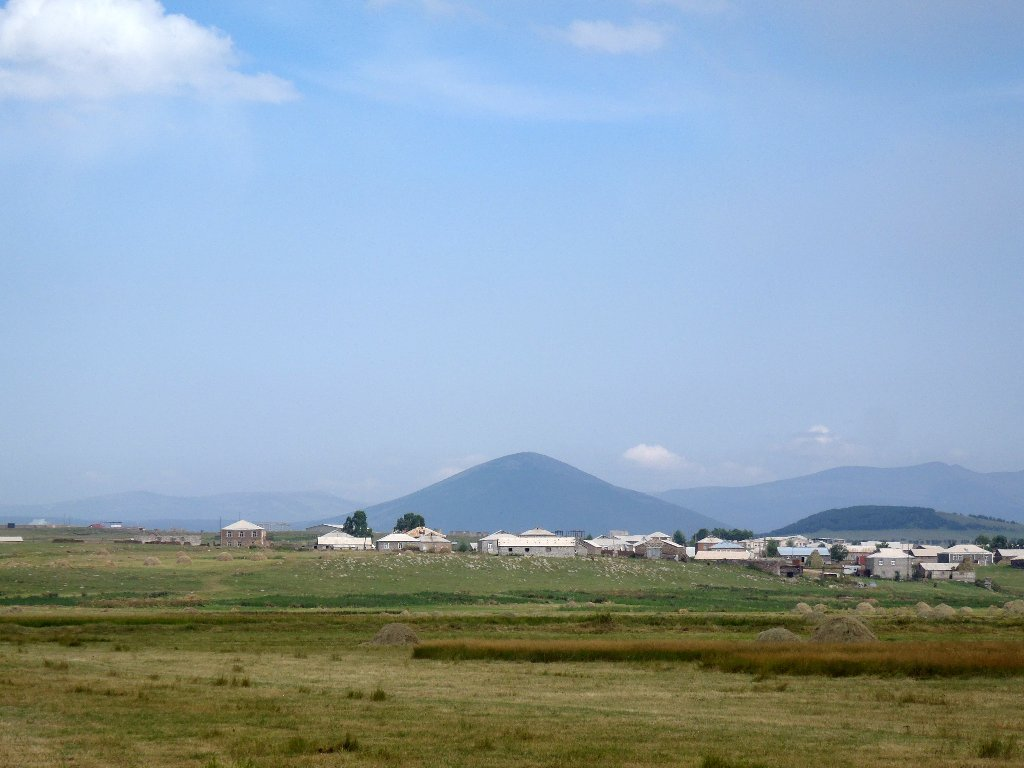
尼諾茨明達

尼諾茨明達是格魯吉亞南部薩姆茨赫-賈瓦赫蒂大区尼諾茨明達市鎮的城鎮及其行政中心。距離阿哈爾齊赫91公里，每年平均降雨量733毫米，2014年人口5,144。